# سیلجا لهتینن
سیلجا لهتینن (انگلیسی: Silja Lehtinen؛ زادهٔ ۵ نوامبر ۱۹۸۵) قایقران قایق بادبانی، و پزشک اهل فنلاند است.